# Присєки
Присєки (рос. Присеки) — село в Бежецькому районі Тверської області Російської Федерації.
Населення становить 205 осіб. Входить до складу муніципального утворення Васюковське сільське поселення.

## Історія
Від 2005 року входить до складу муніципального утворення Васюковське сільське поселення.

## Населення
| 1859 | 1887 | 1920 | 1997 | 2008 | 2010 |
| ---- | ---- | ---- | ---- | ---- | ---- |
| 360  | ↗435 | ↗504 | ↘270 | ↘237 | ↘205 |